# Volodímir Struk
Volodímir Oleksiiovych Struk (en ucraniano: Володимир Олексійович Струк; Lozivski, 15 de mayo de 1964-Kreminná, 2 de marzo de 2022) fue un político ucraniano. En marzo de 2022 fue objeto de cobertura mediática a nivel internacional debido a su secuestro y asesinato.

## Biografía
Se graduó de la Universidad Estatal de Asuntos Internos de Luhansk.
Miembro del Partido de las Regiones y más tarde de la Plataforma de Oposición - Por la Vida, se desempeñó como diputado de la Rada Suprema de 2012 a 2014.
Desde 2020 hasta su muerte, fue alcalde de Kreminná; antes de la guerra, dentro de Ucrania y tras la conquista rusa, en la autoproclamada República Popular de Lugansk.
El 2 de marzo de 2022 fue secuestrado de su casa y luego fue encontrado muerto de un disparo en el corazón. Esto se ha informado como una respuesta a sus actividades separatistas prorrusas durante la invasión rusa de Ucrania de 2022. En respuesta, Anton Gerashchenko, asesor del Ministerio del Interior de Ucrania, escribió en una publicación en Telegram: "Hay un traidor menos en Ucrania. El alcalde de Kreminna en la región de Luhansk, exdiputado del parlamento de Luhansk, fue encontrado muerto".